# Sölvi el Viejo
Sölvi el Viejo también Solve Solvesson (n. 572, nórdico antiguo: Sǫlvi inn Gamli) fue un legendario caudillo vikingo, según las crónicas aunque procedía de Nærøy fue el primer rey conocido del reino de Solør, Noruega. Era hijo del rey del mar Sölve Högnesson. 
Se desconoce el nombre de su consorte, pero tuvo dos hijos:
- Solve Solvesson (n. 590), rey de Solør, padre de Halfdan Guldtand y Gudröd el Viejo,[2] ancestros pues de Harald I de Noruega.[3]
- Naum Solvesson (n. 625).